# アンドレ・クレージュ
アンドレ・クレージュ（André Courrèges、1923年3月9日 - 2016年1月7日）は、フランスのファッションデザイナー。

## 人物・来歴
第二次世界大戦中、建築土木技師になるため、ポーからパリに上京した。パリ6区の国立土木学校に進学し、フランス空軍パイロットになった。第二次世界大戦後、パリ2区のパリクチュール組合学校 (fr) に進んだ。1950年代、パリ8区フォーブール＝サントノーレ通りのジャンヌ・ラフォリ (fr) のオートクチュールメゾンで短期間働き、その後、バレンシアガで10年間働いた。1961年、バレンシアガのサポートで自身のオートクチュールメゾンを設立した。
1964年に、コレクションのスペースエイジ（近未来的なデザイン）を開始し"未来のバレンシアガ"と呼ばれた。
1964年に、女性のパンタロン・ルック、ロングブーツ、ボディタイツなどを発表した。さらに翌1965年、マリー・クヮントと同時代、"ミニ・ルック"としてミニスカートを発表する。
1969年、クレージュは "第二の皮膚"の組み合わせを考案した。また、PVCブーツなど新しい素材を用い、上記ミニスカートや女性のパンタロン、ショートパンツ、膝上丈のドレス、ハーフブーツなど、今ではお馴染みになったスタイルで、当時センセーショナルを巻き起こす。仏歌手のフランソワーズ・アルディや英女優ツイッギーのファッションに取り入れられた。1987年、クレージュは、妻コクリーヌと共にレジオンドヌール勲章オフィシエ章を受賞した。
パーキンソン病のため1990年代ごろより第一線の活動を退く。2016年1月7日、パリ郊外ヌイイの自宅で死去。92歳没。

## 参照
- 未来派